# Sicista severtzovi
Sicista severtzovi is een zoogdier uit de familie der berkenmuizen (Sminthidae). De wetenschappelijke naam van de soort werd voor het eerst geldig gepubliceerd door Sergej I. Ognjov in 1935.